# 14975 Serasin
14975 Serasin este un asteroid din centura principală de asteroizi.

## Descriere
14975 Serasin este un asteroid din centura principală de asteroizi. A fost descoperit pe 24 septembrie 1997 la observatorul astronomic din Farra d'Isonzo. Asteroidul prezintă o orbită caracterizată de o semiaxă mare de 2,73 ua, o excentricitate de 0,07 și o înclinație de 3,5° în raport cu ecliptica.